# Acanthodoryctes gilberti
Acanthodoryctes gilberti är en stekelart som beskrevs av Turner 1918. Acanthodoryctes gilberti ingår i släktet Acanthodoryctes och familjen bracksteklar. Inga underarter finns listade i Catalogue of Life.